# Societas Rosicruciana in Anglia
La Societas Rosicruciana in Anglia ou SRIA est : « une organisation chrétienne indépendante de toute structure maçonnique ». Toutefois la condition impérative est d'être maître maçon régulier lors de l'entrée dans la Societas.

## Historique
La SRIA dérive de la Societas Rosicruciana in Scotia (SRIS) ; elle fut fondée à Londres en 1865 par les maîtres maçons William J. Hughan et Robert W. Little peu après leur réception à Édimbourg, tous deux étaient membres de la Grande Loge unie d'Angleterre . Il s’agit d’un ordre rosicrucien admettant un maximum de 144 membres, et exclusivement destiné aux francs-maçons de cette Grande Loge ou des Grandes Loges reconnues par elle qui avaient atteint le grade de « maître ».
Les rituels d'initiation de la SRIA reprennent la structure en 9 grades de la Rose-Croix d'or allemande, le contenu est strictement chrétien et les membres portent des noms et des devises latines.
On a souvent répété à tort que l'écrivain Edward Bulwer-Lytton, auteur de Zanoni, le Maître Rose-Croix, 1842, en fut le Grand Maître et qu'il y intronisa Éliphas Lévi. En réalité, Bulwer-Lytton n'a jamais joué aucun rôle dans la SRIA. En juillet 1870, il avait été nommé Grand Patron de la SRIA, c'est-à-dire président d'honneur, sans en avoir été informé. Averti seulement fin 1872 qu'on lui avait décerné cette haute dignité, il écrivit immédiatement une lettre de protestation et de refus à John Yarker, l'un des dirigeants de la Société.
En 1888, William Wynn Westcott, dirigeant de la SRIA, constitua l'ordre hermétique de la Golden Dawn, aidé de William R. Woodman et Samuel L. MacGregor Mathers.

## Mode de fonctionnement
Il comprend trois ordres :
Premier ordre :
- I° – Zelator
- II° – Theoricus
- III° – Practicus
- IV° – Philosophus

Deuxième ordre :
- V° - Adeptus Minor
- VI° - Adeptus Major
- VII° - Adeptus Exemptus

Troisième ordre :
- VIII° – Magister
- IX° - Magus